# Klos (Dibër)
Klos è un comune albanese situato nella Distretto di Mat
In seguito alla riforma amministrativa del 2015, a Klos sono stati accorpati i comuni di Gurrë, Suç e Xibër, portando la popolazione complessiva a 16.618 abitanti (dati censimento 2011).

## Località
Il centro amministrativo di Klos comprende le seguenti località:
- Klos (STRAQ)
- Bejne
- Klos
- Shengjun
- Plani i Bardhe
- Fullqet
- Dars
- Fshat
- Bel
- Unjate
- Pleshe
- Cerruje
- Patin
- Bers